# 236746 Chareslindos
236746 Chareslindos è un asteroide della fascia principale. Scoperto nel 2007, presenta un'orbita caratterizzata da un semiasse maggiore pari a 2,3698194 UA e da un'eccentricità di 0,1084482, inclinata di 6,87011° rispetto all'eclittica.